# Al-Kubab
Al-Kubab (arab. القباب) – nieistniejąca już arabska wieś, która była położona w Dystrykcie Ramli w Mandacie Palestyny. Wieś została wyludniona i zniszczona podczas I wojny izraelsko-arabskiej, po ataku sił żydowskiej organizacji paramilitranej Hagana w dniu 15 maja 1948.

## Położenie
Al-Kubab leżała u wlotu do Doliny Ajalon. Według danych z 1945 do wsi należały ziemie o powierzchni 1391,8 ha. We wsi mieszkało wówczas 1980 osób.
| własność gruntów | powierzchnia gruntów (hektary) |
| ---------------- | ------------------------------ |
| Arabowie         | 1266,8                         |
| Żydzi            | 86,1                           |
| publiczne        | 38,9                           |
| Razem            | 1391,8                         |

| Rodzaj użytkowanych gruntów | Arabowie (hektary) | Żydzi (hektary) |
| --------------------------- | ------------------ | --------------- |
| uprawy oliwek               | 29,6               | 0               |
| uprawy nawadniane           | 23,8               | 0               |
| uprawy zbóż                 | 1230,8             | 86,1            |
| nieużytki                   | 45,7               | 0               |
| zabudowane                  | 5,4                | 0               |

## Historia
Kronikarz Mujir al-Din al-'Ulaymi napisał, że wieś Al-Kubab istniała już w 1483.
W okresie panowania Brytyjczyków Al-Kubab była średniej wielkości wsią. We wsi był jeden meczet. W 1921 utworzono szkołę podstawową dla chłopców, do której w 1947 uczęszczało 233 uczniów.

Podczas wojny domowej w Mandacie Palestyny w grudniu 1947 wieś zajęły arabskie milicje, które atakowały żydowską komunikację w okolicy. Wieś leżała na strategicznej drodze prowadzącej z wybrzeża do Jerozolimy, dlatego w rejonie tym doszło do walk o możliwość przejazdu konwojów do Jerozolimy. Na początku I wojny izraelsko-arabskiej w dniu 15 maja 1948 wieś zajęły siły żydowskiej organizacji paramilitranej Hagana. Wysiedlono wówczas wszystkich mieszkańców wsi. W następnych miesiącach opuszczona wieś znajdowała się w obszarze ciężkich walk izraelsko-jordańskich prowadzonych o przejęcie kontroli nad fortem Latrun. W dniu 13 września 1948 Siły Obronne Izraela wyburzyły wszystkie domy wioski.

## Miejsce obecnie
Na terenach wioski Al-Kubab w 1949 powstał moszaw Miszmar Ajjalon, a w 1952 moszaw Kefar Bin Nun. W miejscu gdzie znajdowała się zniszczona wieś obecnie jest las Lehi.
Palestyński historyk Walid Chalidi, tak opisał pozostałości wioski Al-Kubab: „Jedynym ocalałym punktem orientacyjnym jest szkoła. Kilka kamiennych domów z prostokątnymi oknami i drzwiami nadal jest wykorzystywanych jako izraelskie domy”.